# Trea Dobbs
Trea Dobbs (Eindhoven, Hollandia 1947. április 4. -) holland popénekesnő. Az 1960-as években adott ki holland, német és angol nyelven lemezeket. Leginkább a "Ploem ploem jenka" (1965) című slágeréről ismert.

## Pályakép
Trea Dobbs 1962-ben, tizenöéves koránaban részt egy tehetségkutató versenyen, és  negyedik lett. A következő évben már megnyerte és lemezszerződést kapott a Decca Recordstól. Az 1963-ban megjelent első kislemeze, ami Petula Clark Casanova Baciami című számának feldolgozása volt.
Harmadik kislemeze 1964 augusztusában már lemezlistás volt. Az első kis sikereit követőn az a sztár énekesnő, színésznő Caterina Valente mentorálta, aki azt tanácsolta neki, hogy használjon egyszerűbb művésznevet. Ettől kezdve Trea Dobbsnak hívta magát.
Ugyanebben az időszakban jelentek meg az első német nyelvű kislemezei és be is törtek a német slágerpiacra. Ugyanakkor a holland énekessel, Rob de Nijsszel több kislemezt is kiadott 1964-ben. Olyan népszerű brit és amerikai zeneszerzők számait is felvette, mint Burt Bacharach (My Little Red Book), Tom Springfield (Walk With Me) és Tony Hatch (My Love) − holland dalszöveggel.
1964-ben Dobbs Willeke Alberti, Shirley, Ilonka Biluska és Rita Hovink mellett részt vett a Knokke belga dalfesztiválon, amit a hollandok megnyertek. A siker által hozott nyilvánosság hozzásegítette a következő két kislemezét, és azok  bekerültek a holland Top 50-be (1964). 1965. február 13-án Ronnie Toberrel, Shirley-vel, Conny Vandenbos-szal és Gert Timmermannel részt vett a Nationaal Songfesztiválon. A „Ploem ploem jenka” című dala a 8. helyet érte el, és 15 hétig vezette az eladási listákat.
Az ezt követő kislemez, (a You've Lost That Lovin' Feelin') szintén a 8. helyre emelkedett a holland kislemezlistán. A Decca Records ezután kiadta enagylemezét, a De songwereld van Trea-t.
Miután 1967. márciusában összeomlott a színpadon. Trea Dobbs élete kissé csendesebb lett. Hátat fordított a zenének és divatbutikot nyitott Maarheeze-ben. Az 1980-as években megkísérelte a zenei visszatérést, de az már sikertelnül késő volt.

## Albumok
- 1964: Niemand zal mijn tranen zien
- 1965: You’ve Lost That Lovin’ Feelin’
- 1965: Ploem ploem jenka
- 1965: De songwereld van Trea

### Kislemezeiből
- 1964: Tennessee Waltz / Move Over, Darling
- 1964: Blonder Capitano / Am fernen Ufer

## Fordítás
Ez a szócikk részben vagy egészben  a   Trea Dobbs című német Wikipédia-szócikk ezen változatának fordításán alapul.  Az eredeti cikk szerkesztőit annak laptörténete sorolja fel. Ez a jelzés csupán a megfogalmazás eredetét és a szerzői jogokat jelzi, nem szolgál a cikkben szereplő információk forrásmegjelöléseként.